# 肥牛木属
肥牛木属（学名：Cephalomappa）是大戟科下的一个属，为常绿乔木植物。该属共有5种，分布于马来西亚。